# CEU Jaçanã
O CEU Jaçanã  é um dos Centros Educacionais Unificados (CEUs), construídos pela Prefeitura da Cidade de São Paulo, localizado no bairro do Jaçanã, na zona norte da Capital. O CEU Jaçanã foi inaugurado no dia 6 de outubro de 2007.  A escola possui área construída de 12 mil metros quadrados e abriga setores de educação, esporte, lazer e cultura. O centro conta com piscina semi-olímpica aquecida e ainda piscinas para uso infantil e recreativo. Este CEU também dispõe de um sistema de Internet Banda Larga, Quadra Poliesportivas, Livros Didáticos e integram o Bloco Didático o prédio administrativo, refeitório, biblioteca e telecentro.
A Proposta Educacional do CEU Jaçanã contempla o oferecimento de atividades que enriqueçam a formação integral do cidadão, seja quando inseridas nas propostas de ampliação da carga horária dos alunos no contraturno das Unidades Educacionais do CEU e do entorno e da comunidade deste território.
Objetivamos a apropriação do espaço de forma lúdica, dialogando com diferentes culturas e segmentos etários, privilegiando a construção de culturas e diferentes meios de interação entre os indivíduos. Desta forma, nossa programação é organizada visando à formação de cidadãos, protagonistas, que se expressem e interajam com o mundo.
O Centro Educacional Unificado (CEU) Jaçanã é composto pela Gestão e pelos Núcleos de Ação Educacional, Ação Cultural & Esportes e Lazer, além das Unidades Educacionais internas CEI, EMEI, EMEF e Polo de Formação Jaçanã.

## Instalações
O Bloco Didático do centro, tem capacidade para 2.600 alunos, possui Centro de Educação Infantil (CEI), Escola Municipal de Educação Infantil (EMEI) e Escola Municipal de Ensino Fundamental (EMEF). O CEI dispõe de sete salas de aula e dois berçários.
Em sua inauguração,  a EMEI tinha seis salas de aula e 16 professores e a EMEF atendia alunos dos ciclos I e II e abriga até 1.260 alunos. No Bloco Esportivo e Cultural foi construída uma quadra poliesportiva coberta, com piso flexível flutuante. Esse tipo de piso tem revestimento de isopor, o que causa efeito amortecedor. A técnica é utilizada em quadras oficiais para minimizar o esforço dos músculos durante a prática de esportes. Há ainda quadra externa, sala de dança, vestiários, áreas para recreação, sala de ginástica e teatro com palco elisabetano (a plateia circunda três faces do palco), com capacidade para 399 lugares.

## Atividades
O Centro Educacional Unificado  Jaçanã promove diversas atividades físicas, esportivas e culturais para a comunidade. Aulas de dança e de iniciação musical são oferecidas para crianças e adolescentes. As atividades físicas e esportivas como turmas de alongamento, balé, basquete, caminhada, capoeira, futsal, ginástica artística e funcional, handebol, hidroginástica, judô, karatê, kung fu, musculação, natação, pilates, tênis de mesa, corrida e vôlei, são destinadas a diversas faixas etárias.
Até 2018 os treinamentos de Boxe foram organizados, supervisionados e realizados por nomes importantes da história da modalidade, entre eles Oswaldo Tanan (campeão brasileiro e sulamericano), João Evangelista (campeão brasileiro da categoria pena em 1965) Chiquinho de Jesus (campeão olímpico campeão sulamericano em 1982) e Clei de Almeida (mais conhecido como Mohamed Ali brasileiro). Todos eram moradores da zona Norte e voluntários no projeto. As aulas eram gratuitas e podiam participar crianças acima de 10 anos de idade e o objetivo principal do projeto foi para oferecer oportunidade de inclusão social por meio da prática do esporte. O CEU Jaçanã teve as Quintas culturais, onde se recebia os grupos de teatro, música, dança, capoeira e multimídia para se apresentarem à comunidade.
No ano de 2016 o CEU Jaçanã inaugurou uma sala de cinema por meio do Circuito Spcine, com 202 lugares sentados e equipamentos de alta tecnologia, na estreia do novo espaço o filme foi “O Escaravelho do Diabo”, dirigido por Carlo Milani. A adaptação do clássico da literatura infanto-juvenil da Série Vaga-Lume, escrito pela mineira Lúcia Machado de Almeida. 
O projeto oferece uma experiência total do cinema, com projetor digital de alta tecnologia e programação regular e de qualidade. Há espaço para filmes de todos os gêneros e formatos, do infantil ao terror, do autoral ao blockbuster. A periodicidade das sessões vai de três a seis vezes por semana.
O CEU Jaçanã conta com o  Polo de Formação Jaçanã ( Antiga UNICEU), com os cursos superiores de: Pedagogia, matemática, letras, tecnologia da informação, ciência de dados, engenharia da computação, tecnologia em processo gerencial, administração, engenharia de produção, pedagogia e educação profissional e tecnológica e com o Centro de Estudos Línguas Paulistana – CELP, com aulas para alunos da rede municipal do 4º ao 9º ano, de inglês, italiano, espanhol e coreano nos níveis básico, intermediário e avançado.
No ano de 2019, foi inaugurado o Espaço Teia no CEU Jaçanã, um serviço gratuito da Prefeitura Municipal de São Paulo, concebido e executado pela Agência São Paulo de Desenvolvimento - ADE SAMPA, vinculada à Secretaria Municipal de Desenvolvimento Econômico e Trabalho - SMDET.
Que tem como objetivo incentivar o desenvolvimento de negócios e fomentar as redes locais de empreendedorismo, por meio da criação de coworkings públicos na cidade de São Paulo. São espaços compartilhados de trabalho com toda a infraestrutura e o suporte necessário para que empreendedores possam gerar renda e fortalecer seus negócios. O Teia Taipas foi a primeira unidade inaugurada em maio de 2019, e hoje a cidade já conta com 17 Espaços Teia, em todas as regiões do município.
Os Espaços Teia disponibilizam espaço de trabalho e programação de qualificação. A infraestrutura inclui internet sem fio, salas de reunião, ambiente de convivência, e equipamentos como projetores e computadores. A programação mensal é composta por cursos e atividades de qualificação empreendedora e profissional, além de encontros, feiras e eventos que promovem o networking no território. 
As reservas podem ser efetuadas pela plataforma online. Nela, você encontra o mapa com a disposição de cada unidade, podendo escolher entre mesas com ou sem computador, ou ainda reservar uma sala de reunião basta apresentar um documento de identidade e realizar o cadastro na plataforma online da ADE SAMPA, disponível em app.adesampa.com.br. Contudo, o agendamento é recomendável para garantir a disponibilidade da posição de trabalho ou sala de reunião desejada.

## Administração
Lista dos administradores do CEU que atuam junto ao corpo docente e discente da instituição, coordenando as práticas pedagógicas, bem como acompanhando o desenvolvimento do currículo.
| Nome                                  | Cargo ou atividade                          | Data |
| ------------------------------------- | ------------------------------------------- | ---- |
| Lucimara Soares de Santana            | Gestor de Equipamento Público II            | 2025 |
| Daniela Souza Lima                    | Chefe de Núcleo de Ação Educacional         | 2025 |
| Alexandre Mariano Santos Deirolli     | Assessor II                                 | 2025 |
| Royce Todoverto Júnior                | Chefe de Núcleo de Ação Cultural            | 2025 |
| Talyta Oliveira Miranda Amaral        | Assessor II                                 | 2025 |
| Cristina Maria Marques Silva          | Assessor II                                 | 2025 |
| Carlos Eduardo Nantes de Almeida      | Chefe de Núcleo de Ação de Esportes & Lazer | 2025 |
| Vania Peres Galassi Dias              | Assessor II                                 | 2025 |
| Leandro Vinícius de Andrade Fernandes | Assessor II                                 | 2025 |
| Gabriela Curugi Clarindo              | Assessor II                                 | 2025 |